# سين وواز
سين وواز هو إقليم فرنسي سابق أُسس في 1790 وحل في 1968، حيث كان ترقيمها من قبل 78، ثم نسب إلى إيفلين.